# مقاطعة وود (أوهايو)
مقاطعة ود (بالإنجليزية: Wood County)‏ هي إحدى مقاطعات ولاية أوهايو في الولايات المتحدة الأمريكية.وفقا لتعداد 2010، يبلغ عدد سكانها 125,488 ، وهو ما يمثل زيادة قدرها 3.7٪ من 121,065 في عام 2000. ومقر المقاطعة هو بولينغ غرين . لقد سميت للكابتن اليعازر D. وود ، المهندس لجيش الجنرال وليام هنري هاريسون ، الذي بنى فورت ميغز في حرب 1812، مقاطعة وود هو جزء من توليدو متروبوليتان.

## الجغرافيا
وفقا لتعداد عام 2010، ومقاطعة لديه مساحة إجمالية قدرها 620.49 ميل مربع، من 617.20 ميل مربع (أو 99.47%) من اليابسة و3.29 ميل مربع (أو 0.53%) من الماء 

### أقاليم مجاورة
- مقاطعة لوكاس (شمال)
- مقاطعة أوتاوا (شمال شرق)
- مقاطعة ساندوكسي (شرق)
- مقاطعة سينيكا (جنوب شرق)
- مقاطعة هانكوك (جنوب)
- مقاطعة بتنام (جنوب غرب الزاوية)
- مقاطعة هنري (غرب)

## التركيبة السكانية
اعتبارا من تعداد عام 2000، كان هناك 121065 شخصا، 45172 أسرة، و29678 أسرات تقيم في المقاطعة. في الكثافة السكانية كان هناك 196 شخصا لكل ميل مربع (76/km ²). كان هناك 47,468 وحدة سكنية بمتوسط كثافة 77 لكل ميل مربع (30/km ²). كانت البنية العنصرية من المقاطعة 94.83٪ البيض، 1.27٪ السود أو الأمريكيين من أصل أفريقي ، 0.23٪ الأمريكيين، 1.03٪ آسيا، 0.01٪ جزر المحيط الهادئ، 1.45٪ من الأجناس الأخرى، و1.18٪ من اثنان أو كثير أجناس. كانت 3.33٪ من السكان إسباني أو أمريكا من أي جنس. كانت 36.3٪ من الألمانية، 9.9٪ الأمريكية، 8.2٪ الإنجليزية، 8.0٪ الأيرلندية و5.8٪ بولندية النسب وفقا لتعداد 2000.
أنت هناك 45172 منزل من 32.00٪ أطفال تحت العمر 18 يعيشون معهم، 53.90٪ المتزوجين يعيشون معا، 8.50٪ ربة بيت بلا زوج، و34.30٪ غير عائلة. وأدلى 25.80٪ من المنازل انهم كانو من أفراد و9.10٪ يعيش فحسب الذي كان 65 سنة من العمر أو أكثر. وبلغ متوسط حجم الأسرة 2.51 وكان متوسط حجم الأسرة 3.04.
في المقاطعة، تم تفريق السكان بنسبة 23.70٪ تحت سن 18 عاما، 17.20٪ 18-24، 26.80٪ 25-44، 21.30٪ 45-64، و11.00٪ الذي كان 65 سنة من العمر أو أكثر. كان متوسط العمر 33 عاما. مقابل كل 100 أنثى هناك 93.80 ذكر. مقابل كل 100 أنثى سن 18 وعلى، هناك كان 91.10 ذكر.
كان الدخل لوسيطة لمنزل في المقاطغة $44,442، والدخل لوسيطة لأسرة $56,468. الذكر تلقوا دخل وسيط من $40,419 مقابل 26,640$ للإناث. ونصيب الفرد من الدخل كان مقر $21,284. وكان حوالي 4.70٪ من أسرات و9.60٪ من السكان تحت خط الفقر، بما في ذلك 7.40٪ من الذين تقل أعمارهم عن 18 و5.80٪ من الذين أعمارهم 65 عاما أو أكثر.

## الحكومة

### المسؤولون المنتخبون
| مكتب                           | اسم                     | الطرف      |
| ------------------------------ | ----------------------- | ---------- |
| المفوضة                        | دوريس هارنجشاو          | الجمهوري   |
| المفوضة                        | جيمس كارتر ف.           | الجمهوري   |
| المفوضة                        | جويل م. كولمان          | الديمقراطي |
| المراجع                        | مايكل آر سيبيرسين       | الجمهوري   |
| كاتب محكمة حجات عادية          | سيندي أ هوفنير          | الجمهوري   |
| المحقق                         | دوجلاس دبليو هيس        | الجمهوري   |
| مهندس                          | ريمون أ هوبر            | الجمهوري   |
| الادعاء المحامي                | بول دوبسون أ.           | الجمهوري   |
| مسجل                           | ل. جولي بايومجاردنير    | الديمقراطي |
| شريف                           | مارك واسلشن             | الجمهوري   |
| أمين الصندوق                   | جيل د انجل              | الجمهوري   |
| قاضي محكمة حجات عادية          | ريف دبليو كيلسي         | الجمهوري   |
| قاضي محكمة حجات عادية          | آلان ر. ماىبيرى         | الجمهوري   |
| قاضي محكمة حجات عادية          | روبرت س. إبهام اليد     | الجمهوري   |
| قاضي محكمة حجات عادية (الوصية) | ديفيد دبليو عندها عرضوا | الجمهوري   |

## المكتبة
يخدم هنري المكتبة العامة في مقاطعة وود من مكاتبها الإدارية في بولينغ غرين ولها فرع في البردج. في عام 2006، أقرضت المكتبة 547422 بند وقدمت 1,121 برنامج لزبائنها. وبلغ إجمالي الحيازات في عام 2006 ما يقرب من 155,000 لوحدات التخزين مع أكثر من 250 لدورية الاشتراكات.

## المجتمعات

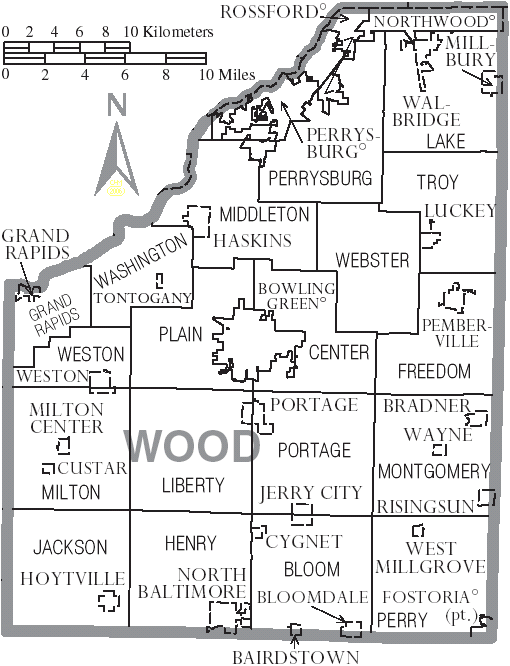
Map of Wood County, Ohio with municipal and township labels

### المدن
| - بولينغ غرين | - فوستوريا | - نورثوود | - بيرسبورغ | - روسفورد |

### القرى
| - بيردستاون - بلومدالي - برادنير - كوستر - سيغنيت - غراند رابيدز | - هاسكينز - هويتفيل - جيري المدينة - لوكي - ميلبوري | - مركز ميلتون - بالتيمور شمال - بيمبيرفيل - بورتج - ريسينجسون | - تونتوجاني - والبريدج - وأين - ميلجروفي الغربية - ويستون |

### البلدات
| - لوم - مركز - الحرية - فورت ميغز - غراند رابيدز - هنري | - جاكسون - بحيرة - الحرية - ميدلتون - ميلتون | - مونتغمري - بيري - بيرسبورغ - عادي - بورتج | - روس - تروي - واشنطن - بستر - ويستون |

### حسب أساليبها المجتمعات
| - بيتس - الخلجان - بليك - مركز بلوم - كريستي - كلوفرديل - دنفر - ديغبي - داولنغ | - دوكات - دونبريدجي - عاجلفيل - خمس نقاط - قلات - هامانسبورج - هال المرج - لاتشا - ليموينى | - الجير المدينة - ميرميل - مولين - مونجين - روتشستر جديد - أوتسيغو - مركز بيري - روشتون - رودولف | - سكوتش ريدج - ست نقاط - ستانلي - ريدج ستوني - السكر ريدج - ترومبليي - وينجستون - وودسايد |